# Felsőbulzesd község
Felsőbulzesd község (románul: Comuna Bulzeștii de Sus) község Hunyad megyében, Romániában. Központja Felsőbulzesd, beosztott falvai Alsóbulzesd, Giurgești, Grohot, Păulești, Rusești, Stănculești, Ticera, Tomnatek.

## Népessége
A 2011-es népszámlálás adatai alapján a község népessége 271 fő volt.